# 전미도
전미도(田美都, 1982년 8월 4일 ~ )는 대한민국의 배우이다.
2006년에 상연된 뮤지컬 《미스터 마우스》를 통해 데뷔했다. 2008년에는 연극 《신의 아그네스》에서 아그네스 역할을 맡았고 같은 해에 열린 제1회 대한민국 연극대상 시상식에서 여자 신인 연기상을 수상하게 된다. 2009년에는 안중근의 이토 히로부미 저격 사건 100주년을 기념하기 위하여 상연된 뮤지컬 《영웅》에서 안중근을 짝사랑하는 16세 중국인 소녀 링링 역할을 맡았고 2012년에는 뮤지컬 《닥터 지바고》에서 라라 역할을 맡았다. 요한 볼프강 폰 괴테의 희곡 《파우스트》를 재해석한 2014년 연극 《메피스토》에서 메피스토 역할을 맡았고 안락사를 주제로 한 2016년 연극 《비》에서 비 역할을, 오슬로 협정을 주제로 한 2018년 연극 《오슬로》에서 모나 율 역할을 맡았다.
2013년 4월 13일에 남자친구와 교제한 지 6개월 만에 결혼했는데 뮤지컬 《번지점프를 하다》 공연 도중에 있었던 소개팅을 통해 만났다고 한다. 2017년부터 2018년 사이에 2회 연속으로 한국뮤지컬어워즈 여우주연상을 수상했다. 2020년에 tvN에서 방송된 의학 드라마 《슬기로운 의사생활》에서 채송화 의사 역할을 맡으면서 처음으로 드라마에 출연했다. 특히 신효범의 노래 《사랑하게 될 줄 알았어》를 직접 리메이크했는데 이 노래는 2020년 가온 디지털 차트에서 2주 연속 1위를 차지했다. 그 외에 김대명, 조정석, 정경호, 유연석과 함께 결성한 5인조 밴드 미도와 파라솔에서 베이스를 담당하기도 했다.

## 학력
- 퇴계원초등학교 (졸업)
- 퇴계원중학교 (졸업)
- 퇴계원고등학교 (졸업)
- 명지전문대학 (공연예술학부 연극영상전공 / 전문학사)

## 출연작

### 영화
| 연도 | 제목 | 역할    | 비고 |
| ---- | ---- | ------- | ---- |
| 2019 | 변신 | 소녀 모 |      |

### 드라마
| 연도 | 방송사 | 제목                         | 역할      | 비고          |
| ---- | ------ | ---------------------------- | --------- | ------------- |
| 2018 | tvN    | 마더                         | 원희 엄마 | 특별출연      |
| 2020 | tvN    | 슬기로운 의사생활            | 채송화    | 12부작        |
| 2021 | tvN    | 슬기로운 의사생활 2          | 채송화    | 12부작        |
| 2022 | JTBC   | 서른, 아홉                   | 정찬영    | 12부작        |
| 2024 | SBS    | 커넥션                       | 오윤진    | 14부작        |
| 2025 | tvN    | 언젠가는 슬기로울 전공의생활 | 채송화    | 10회 특별출연 |

### 웹예능
- 2024년 《나영석의 와글와글》

### 연극
- 2007년 《라이어 2탄》 - 비키 역
- 2008년 《신의 아그네스》 - 아그네스 역
- 2010년 《호야》 - 귀인 어씨 역
- 2011년 《디 오써》 - 미도 역
- 2011년 《갈매기》 - 니나 역
- 2012년 《벚꽃동산》 - 아냐 역
- 2012년 《로미오와 줄리엣》 - 줄리엣 역
- 2013년 《14인 체홉》
- 2014년 《메피스토》 - 메피스토 역
- 2014년 《썸걸즈》 - 미도 역
- 2016년 《흑흑흑 희희희》 - 연백희 역
- 2016년 《비》 - 비 역
- 2018년 《오슬로》 - 모나 율 역

### 뮤지컬
- 2006년 9월 한국 《미스터 마우스》 (데뷔 이전)
- 2007년 《화이트 프로포즈》
- 2007년 《김종욱 찾기》 - 여자 역
- 2008년 《사춘기》 - 수희 역
- 2009년 《영웅》 - 링링 역
- 2010년 《화려한 휴가》 - 신애 역
- 2010년 《왕세자 실종사건》 - 자숙 역
- 2012년 《닥터 지바고》 - 라라 역
- 2012년 《번지점프를 하다》 - 태희 역
- 2012년 《거울공주 평강이야기》 - 연이 역
- 2013년 《해를 품은 달》 - 연우 역
- 2013년 《번지점프를 하다》 - 태희 역
- 2013년 《베르테르》 - 롯데 역
- 2013년 《자리주쇼》
- 2014년 《원스》 - Girl 역
- 2015년 《맨 오브 라만차》 - 알돈자 역
- 2015년 《어쩌면 해피엔딩》 - 클레어 역
- 2015년 《베르테르》 - 롯데 역
- 2016년 《스위니토드》 - 러빗 부인 역
- 2016년 《어쩌면 해피엔딩》 - 클레어 역
- 2017년 《어쩌면 해피엔딩》(앵콜공연) - 클레어 역
- 2018년 《닥터 지바고》 - 라라 역
- 2018년 《일 테노레》
- 2019년 《빠리빵집》 - 미연 역
- 2020년 《어쩌면 해피엔딩》 - 클레어 역
- 2022년 《스위니토드》 - 러빗 부인 역
- 2025년 《베르테르》 - 롯데 역

### 콘서트
- 2014년 《하늘색 콘서트》 2014. 6. 9.
- 2017년 《어쩌면 해피엔딩 음악회》 2017. 6. 18.~6. 20.
- 2017년 《12월의 선물》 2017. 12. 25.
- 2019년 《김문정 콘서트》 2019. 6. 7.~6. 8.
- 2024년  《토크 콘서트》

### 광고
- 2020년 코이상사 지에라 오븐
- 2020년 코웨이
- 2020년 페브리즈
- 2020년 오랄비 전동칫솔
- 2020년 기아 쏘렌토
- 2020년 신한투자증권
- 2020년 보건복지부 공익광고 슬기로운 국민병원 안심생활
- 2020년 국방부 공익광고 일상을 지킵시다 - 내레이션 담당
- 2021년 엔젤리너스
- 2021년 애경 랩신
- 2021년 엘렌실라
- 2021년 보뚜슈퍼푸드
- 2022년 ~ 국토교통부 공익광고 주택도시보증공사 주택도시기금

## 앨범
- 2012년 뮤지컬 《번지점프를 하다》OST
- 2015년 뮤지컬 《베르테르》OST
- 2018년 뮤지컬 《닥터 지바고》미니 OST
- 2020년 드라마 《슬기로운 의사생활》 OST - 밤이 깊었네 (with 미도와 파라솔)
- 2020년 드라마 《슬기로운 의사생활》 OST - 사랑하게 될 줄 알았어
- 2020년 드라마 《슬기로운 의사생활》 OST - 너에게 난, 나에게 넌 (with 미도와 파라솔)
- 2020년 보라빛 향기 리메이크(원곡 강수지) - 편곡, 프로듀싱 윤상 (페브리즈 내추리스 광고)
- 2021년 드라마 《슬기로운 의사생활2》 OST - 슈퍼스타 (with 미도와 파라솔)
- 2021년 드라마 《슬기로운 의사생활2》

OST - 넌 네게 반했어 (with 미도와 파라솔)
- 2021년 드라마《슬기로운 의사생활2》

OST - 언젠가는 (with 미도와 파라솔)
- 2021년 드라마《슬기로운 의사생활2》

OST - Butterfly
- 2021년 싱글《밤새 서로 미루다》

## 수상 및 후보
| 연도 | 시상식                                   | 부문                                        | 작품              | 결과 |
| ---- | ---------------------------------------- | ------------------------------------------- | ----------------- | ---- |
| 2008 | 대한민국연극대상                         | 여자 신인연기상                             | 신의 아그네스     | 수상 |
| 2015 | 제9회 더 뮤지컬 어워즈                   | 여우주연상                                  | 원스              | 수상 |
| 2016 | SACA 관객이 뽑은 2016 최고의 연극 배우   | 여우주연상                                  | 비, 흑흑흑 희희희 | 수상 |
| 2017 | 제1회 한국뮤지컬어워즈                   | 여우주연상                                  | 스위니토드        | 수상 |
| 2017 | 제6회 예그린뮤지컬어워드                 | 여자인기상                                  | 어쩌면 해피엔딩   | 수상 |
| 2017 | SACA 관객이 뽑은 2017 최고의 뮤지컬 배우 | 여우주연상                                  | 어쩌면 해피엔딩   | 수상 |
| 2018 | 제2회 한국뮤지컬어워즈                   | 여우주연상                                  | 어쩌면 해피엔딩   | 수상 |
| 2018 | SACA 관객이 뽑은 2018 최고의 연극 배우   | 여우주연상                                  | 오슬로            | 수상 |
| 2020 | 제56회 백상예술대상                      | TV부문 여자 신인연기상                      | 슬기로운 의사생활 | 후보 |
| 2020 | 올해의 브랜드 대상                       | 여자배우부문 신인상                         | 슬기로운 의사생활 | 수상 |
| 2020 | 제5회 아시아 아티스트 어워즈             | 여자 배우부문 베스트 연기상                 | 슬기로운 의사생활 | 수상 |
| 2020 | 2020 아시아 모델 어워즈                  | 라이징스타상 여자 배우부문                  | 슬기로운 의사생활 | 수상 |
| 2021 | 제7회 아시아태평양 스타 어워즈           | 여자 신인상                                 | 슬기로운 의사생활 | 수상 |
| 2021 | 제7회 아시아태평양 스타 어워즈           | KT Seezn 스타상                             | 슬기로운 의사생활 | 후보 |
| 2021 | 제7회 아시아태평양 스타 어워즈           | 아이돌챔프 여자 인기상                      | 슬기로운 의사생활 | 후보 |
| 2021 | 뉴시스 한류엑스포                        | 서울시의회 의장상                           | 슬기로운 의사생활 | 수상 |
| 2022 | 2022 대한민국 퍼스트브랜드 대상          | 여자배우상                                  | 슬기로운 의사생활 | 수상 |
| 2022 | 제13회 대한민국 대중문화예술상           | 문화체육관광부장관 표창                     | 슬기로운 의사생활 | 수상 |
| 2024 | SBS 연기대상                             | 미니시리즈 장르•액션 부문 여자 최우수연기상 | 커넥션            | 수상 |
| 2024 | SBS 연기대상                             | 미니시리즈 장르·액션 부문 여자 우수연기상   | 커넥션            | 후보 |
| 2024 | SBS 연기대상                             | 베스트 커플상 (with 지성)                   | 커넥션            | 후보 |